# Absolute Radio
Pour les articles homonymes, voir Virgin Radio.
Absolute Radio est le nouveau nom de la station de radio anglaise Virgin Radio UK. Le nom Virgin Radio a été changé le 29 septembre 2008 en raison du changement de propriétaire de la station,.